# Masakra na Uniwersytecie Concordia
Masakra na Uniwersytecie Concordia – strzelanina szkolna z dnia 24 sierpnia 1992 roku, w której znany wówczas na całą Kanadę profesor inżynierii mechanicznej Walerij I. Fabrikant zastrzelił 4 członków personelu na Uniwersytecie Concordia, a kolejną osobę ciężko ranił.

## Tło ataku

### Sprawca
Fabrikant był profesorem inżynierii mechanicznej na Uniwersytecie Concordia w Montrealu przez 13 wcześniejszych lat, poprzedzających zamach. Był znaną osobistością i był uważany za eksperta w tej dziedzinie, ale jego zachowanie na uniwersytecie już od początku budziło wątpliwości i było niepokojące, a wśród wielu incydentów były takie jak: zgwałcenie studentki (w 1982 roku), grożenie strzelaniną w szkole (w 1989 roku i, ponownie, krótko przed atakiem) i irytujące lub obraźliwe odnoszenie się do innych.

### Zdarzenie
Wszystkie z zabójstw zostały dokonane przez sprawcę w budynku na wydziale inżynierii mechanicznej na uniwersytecie. Wśród zabitych byli profesor zarządzający Wydziałem Departamentu Inżynierii Elektronicznej i Komputerowej, i trzej inni profesorowie, a ranna została sekretarka wydziału.

## Szczegóły wydarzeń
Około 14:30 w poniedziałek 24 sierpnia 1992 roku Fabrikant wszedł na 9. piętro budynku wydziału inżynierii. Posiadał ze sobą walizkę lub torbę podróżną, w której miał zapas amunicji i trzy sztuki krótkiej broni ręcznej. Były to: rewolwer typu Smith & Wesson z przykróconą lufą, pistolet typu Meb, a także pistolet typu Bersa.
Kiedy znalazł się na korytarzu, oddał 3 strzały w stronę przechodzącego obok profesora, który zginął na miejscu; następnie oddał 2 strzały w stronę następnego profesora, który zmarł dzień później w szpitalu i postrzelił znajdującą się nieopodal sekretarkę wydziału. Zanim został aresztowany, oddał jeszcze strzały w stronę dwóch innych profesorów – jeden z nich zmarł kilka miesięcy później w szpitalu w wyniku obrażeń, a inny zginął na miejscu; przed aresztowaniem sprawca wtargnął do jednego z biur i wziął przebywające tam osoby za zakładników, ale został przez nie obezwładniony i się poddał.

## Motywy sprawcy
Po tragedii okazało się, że przyszły sprawca był wcześniej traktowany zbyt pobłażliwie przez innych członków personelu, którzy nie podejmowali wystarczających działań w celu usunięcia go z uniwersytetu z powodu jego narastającego problematycznego zachowania. Wielokrotnie groził innym członkom wydziału, że zamierza powziąć ostateczną zemstę za rzekome konspirowanie przeciwko niemu przez uniwersytet.
Napastnik prawdopodobnie cierpiał na poważne zaburzenia emocjonalne i wyjawiał oznaki osobowości narcystycznej.
Fabrikant urodził się w 1940 roku w ZSRR i miał białoruskie pochodzenie; w późniejszych latach wyemigrował jednak do Kanady, jak się później okazało, z powodu zyskania złej reputacji w macierzystych instytucjach oświatowych przez podobne agresywne zachowania.
Został skazany na dożywocie za popełnienie masakry profesorów na uniwersytecie i odsiaduje wyrok w Zakładzie Karnym Archambault w Quebecu.

## Sprawy karne
Podczas procesu po masakrze, jeszcze przed nim oraz po zakończeniu procesu sprawca dosłownie zalewał krajowe sądy masą pozwów przeciwko jego byłym kolegom z personelu uniwersyteckiego, próbował wpłynąć na wyrok sądu i wielokrotnie składał dokumenty o jego zamianę na lżejszy wyrok; wystosowywał tak wiele pozwów, że Sąd Najwyższy Kanady uznał go za vexatious litigant (status osoby zalewającej sąd wieloma pozwami naraz w celu obstrukcji lub protestu przeciwko wyrokowi) i oddalił przez to wszystkie jego pozwy.

## Następstwa
W marcu 1994 roku członkowie personelu uniwersyteckiego wystosowali petycję z ponad 200 000 podpisów do Parlamentu krajowego, w której domagali się wprowadzenia zakazu posiadania broni ręcznej przez prywatne osoby w kraju; wiele uniwersytetów zaczęło także wprowadzać większe środki bezpieczeństwa lub wprowadzać zakazy posiadania broni przez osoby przebywające na ich terenie, które do czasu ataku w większości tego typu placówek nie obowiązywały.